# Roc de l'Àliga (Carena del Quer)
El Roc de l'Àliga és una muntanya de la Carena del Quer a cavall dels municipis de Rupit i Pruit a la comarca d'Osona i de Sant Hilari Sacalm, a la comarca catalana de la Selva.